# Aleph del Moral
Aleph Ávila del Moral (Rio de Janeiro, 20 de março de 1977) é um ator e operador de som brasileiro.

## Biografia
Aleph del Moral formou-se pela Escola Nacional de Circo (ENC) da Funarte com a irmã, Durga Vidal del Moral, em meados dos anos 90, período em que já havia sido descoberto pela Rede Globo.
Atualmente reside com a mãe Heloísa Vidal del Moral em Sana, vilarejo do distrito de Macaé, no interior do Rio de Janeiro.

## Carreira
Estreia aos 13 anos no episódio "Contato Imediato" da série Tele Tema, o primeiro da segunda temporada, que foi ao ar em janeiro de 1990 protagonizado por Daniel Dantas, com Andrea Beltrão e Lu Grimaldi (que na mesma trama também marcava a sua estreia na emissora), sob a direção de José Lavigne. Em outubro do mesmo ano foi escalado para o elenco de Araponga, onde viveu o personagem Simas, um menino de rua. Nesse período era creditado como Alef Del'Avila.
Assume o nome artístico Aleph del Moral a partir de Vamp, sua segunda novela, onde deu vida ao personagem Rubinho (Rubens de Araújo Góes), um dos filhos da Carmem Maura (Joana Fomm. O personagem, desajustado, detestava livros e as "frescuras" intelectuais da mãe, dos irmãos Leon (Rodrigo Penna) e Scarlett (Bel Kutner) e logo se adapta à vida na Armação dos Anjos, onde torna-se o melhor amigo de Nando (Henrique Farias) e passa a integrar o time de futebol do Padre Garotão (Nuno Leal Maia).
Com o fim da novela, atuou em várias produções teatrais até o momento em que apresentou os primeiros sintomas da esquizofrenia, que viria a comprometer sua carreira artística no início da idade adulta. Criança alto-habilidosa, a doença foi se agravando e consequentemente o afastou da televisão.
Em 1999 foi convidado para atuar em Malhação, onde fez testes com o então diretor Pedro Vasconcelos, seu colega de trabalho em Vamp: "Na época fiquei muito feliz de vê-lo testando, mas não rolou, e aí não trabalhamos mais juntos."
Nos anos 2000 participa de um curta metragem ao lado de Ana Kfouri, o que lhe rendeu uma retomada na carreira nos anos seguintes, como operador de som no curta O Primeiro Grito, de 2004, com Mateus Solano, Francine Jallageas e direção de João Cândido Zacharias e em Mira, de 2009, com Tainá Müller e Júlio Andrade, dirigido por Gregorio Graziosi.
A carreira de ator é retomada a partir de 2007, quando vive o papel de Carlos no filme Memórias de um Bairro: Jardim São Paulo, dirigido por Luiz Adelmo Manzano. No ano seguinte protagoniza o videoclipe "Quem é Quem", estreia da banda de hardcore Casa de Bicho, à convite do vocalista Wallas de Jesus Fonseca, o Lalinha.
Em 2009 presta concurso para estagiar na Secretaria Municipal de Assis e é aprovado.

## Desaparecimento
Em 9 de setembro de 2015, Aleph del Moral cismou em reencontrar um artista chamado Mateus Esperança, seu antigo professor na Escola Nacional de Circo, que possivelmente o ajudaria a tomar novo rumo em sua carreira. Foi visto pela última vez saltando de um ônibus da Auto Viação 1001: Rio de Janeiro com destino à Quissamã, por volta das 20:15h, no Terminal Rodoviário Roberto Silveira em Niterói.
Como toma medicamento antipsicótico controlado, a família imediatamente fez um apelo pelas redes sociais, oferecendo recompensa a quem pudesse encontrá-lo, tendo em vista que o mesmo, desempregado, sem dinheiro, poderia ser confundido com usuário de drogas. O drama continuou até ser encontrado cerca de sete meses depois, em meados de abril de 2016 no município de Osasco, região metropolitana de São Paulo, em estado de indigência. Aleph permaneceu internado numa clínica para tratamentos psiquiátricos por 16 dias até retornar à casa da mãe em Macaé, no estado do Rio.
No dia 9 de junho de 2016 o ator acordou de manhã, foi ao quarto da mãe e pediu para que ela lhe desse um abraço forte. Sua mãe, Heloísa, teria perguntado se ele iria sair e o mesmo negou, mas ao se encaminhar à sala viu que o filho já não estava mais lá. Sua irmã Durga reuniu amigos e familiares para uma busca na cidade do Rio.
O desaparecimento foi registrado somente no dia 16 de junho na 121ª Delegacia de Polícia em Casimiro de Abreu, interior do Rio. Notícias sobre seu paradeiro surgiram apenas no sábado, 18 de junho, quando receberam uma ligação informando que ele foi visto na Praça São Salvador, no bairro das Laranjeiras, Zona Sul do Rio. A mãe foi até lá e não o encontrou. Dessa forma o caso ganhou grande repercussão na mídia e fãs passaram a dar localizações de seu paradeiro, em bairros como Catete e Largo do Machado.
Aleph foi avistado por três pessoas na porta da Igreja de São João Batista da Lagoa, em Botafogo, que saíam da missa no final da manhã de 24 de junho. Uma delas chegou a conversar com ele, questionando-o se havia trabalhado na Rede Globo, mas o ator teria ficado assustado e com medo, fugindo em direção à praia ao ser fotografado. Durga recebeu a foto, reconheceu o irmão e acionou a polícia local.
PMs em Botafogo foram ao encontro dele e o avistaram entre as Ruas Mena Barreto e Paulo Barreto, no mesmo estado de indigência, sentado num muro e lendo uma revista. Como ele portava documento com foto, os policiais confirmaram sua identificação e o encaminharam à 10ª Delegacia de Polícia do bairro. O aparecimento foi registrado por uma equipe da Delegacia de Descoberta de Paradeiros (DDPA) que compareceu à unidade e entrou em contato com Graça Resende, sua tia, que foi buscá-lo representando a família.

## Filmografia
| Televisão | Televisão | Televisão                       | Televisão                  | Televisão |
| Ano       | Título    | Personagem                      | Produção                   | Emissora  |
| --------- | --------- | ------------------------------- | -------------------------- | --------- |
| 1990      | Tele Tema | Tito                            | Episódio: Contato Imediato | Globo     |
| 1990      | Araponga  | Simão                           | Novela                     | Globo     |
| 1991      | Vamp      | Rubinho (Rubens de Araújo Góes) | Novela                     | Globo     |

| Cinema | Cinema                                  | Cinema          | Cinema                 | Cinema         |
| Ano    | Título                                  | Personagem      | Direção                | Duração        |
| ------ | --------------------------------------- | --------------- | ---------------------- | -------------- |
| 2004   | O Primeiro Grito                        | Operador de Som | João Cândido Zacharias | 20 minutos/Cor |
| 2007   | Memórias de um Bairro: Jardim São Paulo | Carlos          | Luiz Adelmo Manzano    | 26 minutos/Cor |
| 2008   | Quem é Quem                             | Foragido        | David Valcarcel        | 05 minutos/Cor |
| 2009   | Mira                                    | Operador de Som | Gregorio Graziosi      | 12 minutos/Cor |